# Ramón Chaveli Carreres
Ramón Chaveli Carreres (Alcira, 1879 - 1947) fue un escultor español nacido en Alcira que se estableció en la ciudad de Jerez de la Frontera en el año 1923, especializándose en imaginería religiosa.

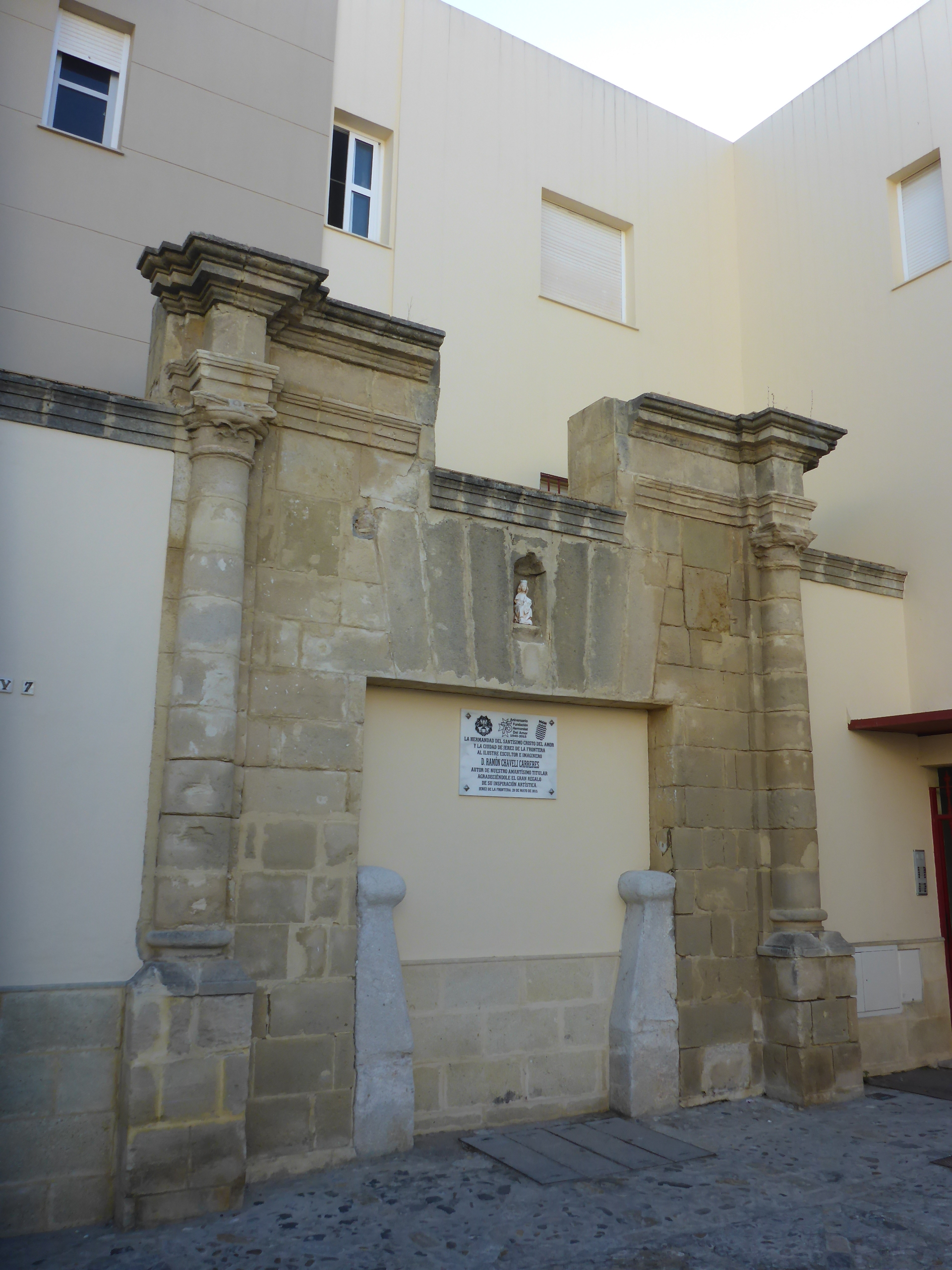
Placa en su honor

## Obras

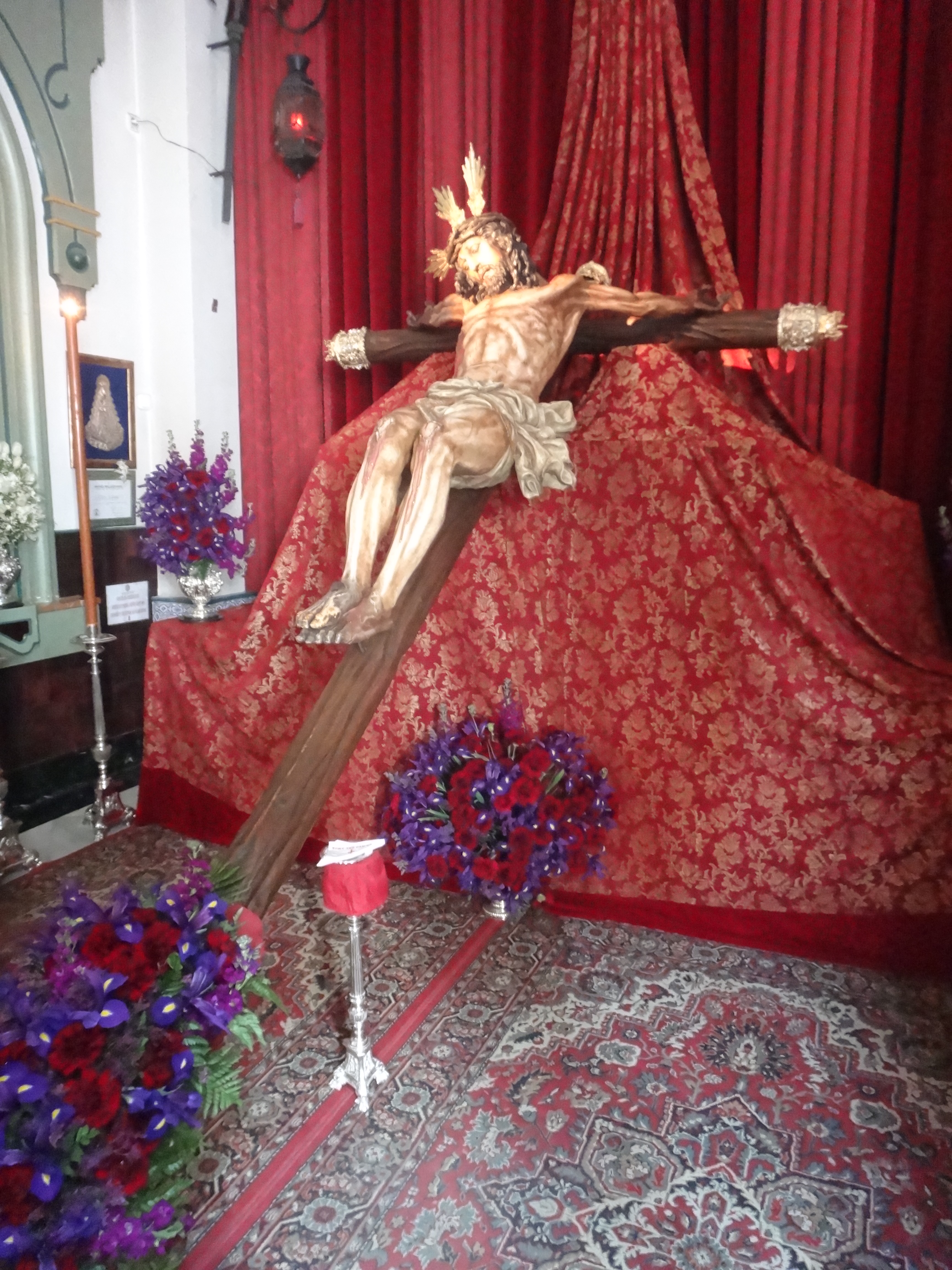
Cristo del Amor

La mayor parte de sus obras son tallas en madera que procesionan en las celebraciones de la Semana Santa de Jerez de la Frontera y Huelva en España. Su periodo de máxima actividad artística discurrió entre los años 1939 y 1942, coincidiendo con la finalización de la Guerra Civil Española, a lo largo de la cual resultaron destruidas numerosas esculturas religiosas.
Ejecutó, por orden cronológico, las siguientes imágenes:
Para la ciudad de Jerez de la Frontera:
- Santísimo Cristo del Amor (1939) para la Hermandad del Cristo del Amor;
- "Los Judíos de San Mateo" : “El Bizco de San Mateo” y “El Verruga” (1939), "El golfillo” (niño) y tres soldados romanos (1940) para la Hermandad de los Judíos de San Mateo;
- Nuestro Padre de la Vía-Crucis (1940) para la Hermandad de las Cinco Llagas;
- Nuestro Padre Jesús de la Salud en sus Tres Caídas (1940) para la Hermandad de las Tres Caídas;
- Nuevo cuerpo para Nuestra Señora de las Angustias (1940);
- Dos sayones, Poncio Pilatos y dos soldados (1941) para la Hermandad de la Amargura;
- Nuevo cristo yacente (1942) para la Hermandad de Nuestra Señora de las Angustias.

Para la ciudad de Huelva:
- La Virgen de la Amargura para la Hermandad del Nazareno (1938).
- Jesús Nazareno para la Hermandad del Nazareno (1938). Sustituido en 1950, sólo se conserva la cabeza.[3]
- El crucificado de la Expiración para la Hermandad de la Esperanza (1939).

## Reconocimientos
En 2020 se organiza una conferencia sobre su obra en el museo arqueológico de Jerez